# أبيوس كلاوديوس بولتشر
 أبيوس كلاوديوس بولتشر  (بالإنجليزية: Appius Claudius Pulcher)‏ قائد وقنصل روماني، شارك في الحرب البونيقية الثانية. تولى قيادة أحد الفيالق الرومانية في كاناي. قاد مع سكيبيو الإفريقي الجنود الذين استطاعوا النجاة من المعركة إلى «كانوسيوم». وفي عام 215 ق.م، قاد هؤلاء الجنود إلى صقلية، لإجبار «هيرونيميوس» ملك سرقوسة على إنهاء تحالفه مع القرطاجيين، إلا أن محاولته باءت بالفشل. بقي بولتشر في العام التالي في صقلية، كقائد للأسطول في جيش ماركوس كلاوديوس مارسيليوس.
في عام 212 ق.م، انتخب بولتشر قنصلاً مع كوينتوس فلافيوس فلاكوس، والذي شاركا معاً في حصار كابوا. جرح بولتشر أثناء إحدى المعارك مع حنبعل والتي سبقت سقوط كابوا. بعد فترة قصيرة من استسلام المدينة، توفي بولتشر متأثراً بجراحه. لم تكن معارضته للانتقام الدموي من الكابويين، كافية لإيقاف فلاكوس عن تنفيذ تلك المذبحة.